# Fabio Gaetaniello
Fabio Gaetaniello (Livorno, 25 de agosto de 1958) es un entrenador y exjugador italiano de rugby que se desempeñaba como centro.

## Selección nacional
Fue convocado a la Azzurri por primera vez en diciembre de 1980 para enfrentar al XV del León, fue un jugador regular en su seleccionado y disputó su último partido en octubre de 1991 ante los All Blacks. En total jugó 30 partidos y marcó cinco tries para un total de 20 puntos (un try valía 4 puntos hasta 1993).

### Participaciones en Copas del Mundo
Disputó las Copas del Mundo de Nueva Zelanda 1987 donde jugó todos los partidos e Inglaterra 1991 donde le marcó un try a las Águilas y también jugó todos los partidos. En ambos torneos la Azzurri fue eliminada en fase de grupos.
| Mundial                       | Sede          | Resultado    | PJ | Tries |
| ----------------------------- | ------------- | ------------ | -- | ----- |
| Copa Mundial de Rugby de 1987 | Nueva Zelanda | Primera fase | 3  | 0     |
| Copa Mundial de Rugby de 1991 | Inglaterra    | Primera fase | 3  | 1     |